# Ecorregión de agua dulce
Una ecorregión de agua dulce es un área donde la composición de las especies contenidas en los cuerpos acuáticos que en ella se encuentran es relativamente homogénea, y claramente distinguible de las otras áreas adyacentes. Ecológicamente, se trata de unidades fuertemente cohesionadas, lo suficientemente grandes para abarcar los procesos ecológicos o la historia de vida de la mayoría de sus especies acuáticas sedentarias que en ella habitan. 
En este contexto, el término comprende aguas interiores de los continentes, no siempre de agua dulce, pero claramente no marina. Tampoco se incluyen las superficies no acuáticas comprendidas en las mismas. Por lo tanto, en esta categorización quedan excluidos la superficie emergida con suelos y rocas, así como los océanos, ya que para ambos se han creado categorizaciones propias.
Los especialistas dividen a los cuerpos acuáticos continentales del planeta en 7 zonas ecológicas principales, que contienen la totalidad de las ecorregiones de agua dulce, aunque el número total varía según los autores.  
Las 7 zonas ecológicas de agua dulce (o ecozonas) siguen los límites principales de la flora y la fauna acuática identificadas por los botánicos y zoólogos. Estos límites generalmente siguen las fronteras continentales, o barreras principales en la distribución de plantas y animales. Los límites de las ecorregiones de agua dulce no siempre son fijos ni nítidos, pues estas abarcan un área en la que importantes procesos ecológicos y evolutivos interactúan más fuertemente. Es por ello que están sujetos a un mayor desacuerdo, aunque suelen concordar con una o varias cuencas hidrográficas.
Las ecorregiones de agua dulce han sido delimitadas por The Nature Conservancy (TNC) y el Fondo Mundial para la Naturaleza (WWF) para ayudar en las actividades de conservación de los ecosistemas de agua dulce.

## Historia y características
La biodiversidad no se distribuye uniformemente en toda la Tierra, sigue patrones complejos determinados por el clima, la topografía, y la historia evolutiva del planeta. Desde el siglo XIX se intenta clasificar los ecosistemas presentes en todo el mundo, y son numerosos los científicos que han propuesto distintos sistemas.
El sistema mundial de ecorregiones de agua dulce vigente en 2013 tiene su origen en el diseño de las 53 ecorregiones de agua dulce que fueron catalogadas como prioritarias para su conservación por el Global 200.
Posteriormente, TNC, WWF, y otros grupos de especialistas refinaron y ampliaron este esquema para proporcionar un sistema que cubre la totalidad de los humedales de agua dulce de las superficies emergidas del planeta, creando el sistema de ecorregiones de agua dulce del mundo,  representando así la primera regionalización biogeográfica mundial de los sistemas de agua dulce de la Tierra.
El esquema utilizado para designar y clasificar las ecorregiones de agua dulce es análogo al utilizado para definir los otros tipos de ecorregiones. Para su desarrollo requirió profundos análisis de toda la biota terrestre global. 
A escala mundial, la estructura desarrollada se compone de un sistema jerarquizado, que incluye todas las ecorregiones de agua dulce, las que se agrupan en provincias de agua dulce, que a su vez se aglutinan en reinos de agua dulce.
Todas las unidades espaciales se definieron sobre bases biogeográficas ampliamente comparables. La información examinada se relaciona a hábitat, temperatura, flora, fauna, etc. gracias a los cuales se logró identificar las áreas y sus límites.
La ictiofauna juega un papel determinante.
En muchos casos, estos enfoques divergentes fueron compatibles, dado el estrecho vínculo entre la diversidad biológica y los factores subyacentes abióticos.
Se tuvo en cuenta especialmente: la riqueza total de especies, el número de endemismos, la  singularidad taxonómica (por ejemplo, únicos géneros o familias, taxones relictos, linajes primitivos, etc.), fenómenos ecológicos o evolutivos inusuales (por ejemplo extraordinarias radiaciones adaptativas), rareza global del tipo de hábitat principal, etc.

## Categorías
La definición de las categorías empleadas es la siguiente.
Reinos.
Es el mayor sistema de unidades espaciales. Se basa en el concepto de reinos terrestres, descrito por Udvardy en el año 1975: áreas de tamaño continental o subcontinental con rasgos unificadores de su geografía, fauna, y flora. 
Provincias.
La categoría que anida dentro de los Reinos es la de provincia. Las provincias de agua dulce son:
Grandes áreas definidas por la presencia de biotas de agua dulce distintas que tienen al menos cierta cohesión a lo largo del marco de tiempo evolutivo.
Las provincias de agua dulce tienen endemismos, principalmente a nivel de especies y algunos géneros. Aunque tiene algún papel el aislamiento histórico, muchas de estas biotas han surgido como resultado de los rasgos distintivos abióticos que circunscriben sus límites.  
Ecorregiones.
Las ecorregiones son las unidades de más pequeña escala en el sistema de ecorregiones de agua dulce del mundo.  Se las define de este modo:
Son áreas donde la composición de sus especies de agua dulce es relativamente homogénea, y claramente distinta de las ecorregiones de agua dulce adyacentes. La composición de las especies es generalmente determinado por el predominio de un pequeño número de ecosistemas y / o un conjunto distintivo de características topográficas. Los agentes biogeográficos dominantes que fuerzan la definición de las ecorregiones variar de un lugar a otro, pero pueden incluir aislamiento, regímenes de temperatura, regímenes fluviales, características del agua, de los suelos del fondo, etc. El tener niveles importantes de endemismos es una clave determinante en la identificación de una ecorregión de agua dulce.

## Grandes grupos ecológicos
Biogeográficamente, las ecorregiones de agua dulce se agrupan entre las 8 grandes regiones ecológicas del planeta: 
- Australasia
- Antártica
- Indo-Malaya
- Paleártica
- Neártica
- Neotropical
- Afrotropical
- Oceanía

## Hábitat principales
Ecológicamente, las ecorregiones de agua dulce se agrupan en 7 grandes grupos o tipos de hábitat principales. Estos reflejan la gran diversidad de organismos adaptados a la vida en el medio acuático continental.

### Ecosistemas fluviales grandes (Large river ecosystems)
Faunas adaptadas a altos regímenes de flujo se presentan en muchos grandes ríos del planeta, por ejemplo el Yangtze, Colorado, Mississippi inferior y río Congo. Las aguas del bajo río Misisipi contienen ejemplos representativos de grandes peces de río, anfibios, reptiles e invertebrados, incluyendo relictos glaciales y muchas especies endémicas. El Mekong, el Congo, la cuenca del Plata, y la del Amazonas – Orinoco son las 4 mayores comunidades de peces tropicales del mundo.

### Ecosistemas de cabeceras de grandes ríos (Large river headwater ecosystems)
Las especies, ensambles y procesos ecológicos en las cabeceras de grandes ríos son diferentes de las que se presentan aguas abajo. El alto río Misisipi, las tierras altas de las Guayanas, el alto río Amazonas, el alto río Paraná, el escudo brasileño, la alta cuenca del río Congo, etc. albergan una enorme variedad de especies, incluyendo numerosos taxones endémicos adaptados a la vida en esas aguas. Estos sistemas fluviales finalmente son los que alimentan a un buen número de los ríos más grandes y ricos del mundo.

### Ecosistemas de deltas de grandes ríos (Large river delta ecosystems)
Complejos deltaicos de varios grandes ríos de regiones templadas y polares están identificados, incluyendo la Mesopotamia asiática, el delta del río Volga, y el delta del río Lena. El Níger, el más extenso delta fluvial en África, se caracteriza por una gran riqueza de especies. Los extensos deltas de los ríos Orinoco y Amazonas están cubiertos por sus respectivas regiones ecológicas de los grandes ríos.

### Ecosistemas fluviales pequeños (Small river ecosystems)
Numerosos arroyos y ríos costeros del sudeste de América del Norte en su conjunto soportan una de las más ricas biotas de agua dulce en regiones templadas de toda la Tierra.
Centros secundarios de diversidad en zonas templadas ocurren en la costa occidental de América del Norte, y el extremo este de Rusia.
Varias biotas de agua dulce en islas son altamente distintivas, incluidas las de Madagascar, Nueva Guinea, las  Grandes Antillas, Sri Lanka, y Nueva Caledonia. Los ríos del suroeste de Australia forman un centro de endemismo, mientras que también albergan un número de taxones superiores primitivos y varias especies de agua dulce con costumbres muy inusuales.
Entre las biotas de agua dulce más ricas y con mayores endemismos se encuentran los ríos y arroyos a lo largo del Golfo de Guinea en África, y el río Salween, que fluye desde China a Myanmar. 

### Ecosistemas lacustres grandes (Large lake ecosystems)
Ejemplos sobresalientes de faunas de agua dulce diversas y endémicas se presentan también en los grandes lagos situados en regiones templadas y tropicales, muchas especies muestran cardúmenes extraordinariamente grandes, y radiaciones adaptativas de peces de varios grupos taxonómicos.
Algunas biotas lacustres particularmente notables son las de los lagos del Rift de África, el lago Tana, en Etiopía, el lago Baikal, el lago Biwa en el sur de Japón, los lagos de alta montaña de los Andes centrales y los lagos de las tierras altas de México.

### Ecosistemas lacustres pequeños (Small lake ecosystems)
Una serie de sistemas lénticos representados por pequeños lagos, acogen una extraordinaria biodiversidad de agua dulce. Destacan a nivel mundial por sus características de biodiversidad el lago Kutubu de Nueva Guinea, lagos y arroyos de Yunnan, lagos de la meseta mexicana, el lagos de cráteres en Camerún, el lago Lanao de Filipinas, el lago Inle en Myanmar, y lagos de Sulawesi Central. 

### Ecosistemas de cuencas xerófilas (Xeric basin ecosystems)
Las ecorregiones de agua dulce que caracterizar este tipo de hábitat principal presentan poca agua superficial permanente y una relativa abundancia de manantiales. Extraordinaria biodiversidad en los humedales de agua dulce de regiones desérticas se produce en los desiertos de Australia central,  Cuatro Ciénegas en el desierto de Chihuahua (único por su alta riqueza, endemismo extremo, y adaptaciones evolutivas poco habituales), y Anatolia, Turquía, con abundantes especies endémicas.

## Otras divisiones
En otras divisiones se agrupan un total de 426 ecorregiones de agua dulce en 12 principales tipos de hábitat o biomas.
- Grandes lagos (Large lakes);
- Grandes deltas fluviales (Large river deltas);
- Aguas dulces de montaña (Montane freshwaters);
- Islas Oceánicas (Oceanic Islands);
- Ríos costeros templados (Temperate coastal rivers);
- Ríos de tierras altas templadas (Temperate upland rivers);
- Ríos costeros tropicales y subtropicales (Tropical and subtropical coastal Rivers);
- Ríos de llanuras de inundación y humedales templados (Temperate floodplain rivers and wetlands);
- Ríos de llanuras aluviales y complejos de humedales tropicales y subtropicales (Tropical and subtropical floodplain rivers and wetland complexes);
- Ríos de tierras altas tropicales y subtropicales (Tropical and subtropical upland rivers);
- Aguas dulces xerófilas y cuencas endorreicas (Xeric freshwaters and endorheic (closed) basins);
- Aguas dulces polares (Polar freshwater).